# Kent Cheng Jak-Si
Kent Cheng Jak-Si (Hongkong, 23 mei 1951) (jiaxiang: Guangdong) is een Hongkongse film- en televisieacteur. Hij heeft twee keer de prijs "Beste acteur" gewonnen bij de Hongkongse Filmprijs
Cheng werd in een arm Hongkongs gezin geboren. Het had al van kinds af aan de droom om acteur te worden. Bij een opstel schreef hij dat op. De leraar was daar niet tevreden mee.
In 1972 ging hij bij een filmbedrijf werken. Vier jaar later ging hij werken bij TVB. Sinds toen speelt hij mee in diverse televisieseries van TVB. In de jaren tachtig van de 20e eeuw ging hij zich focussen op films en filmregie. Hij kreeg, als acteur, grote rollen in vele films. In 1985 won hij een Hongkongse filmprijs voor de film Why Me? en elf jaar later won hij haar weer.
In de vroege jaren negentig begon hij met een filmbedrijf. De zaken gingen niet voorspoedig door geldtekort en in 1993 ging hij weer terug naar TVB om in televisieseries te spelen. Er was een periode dat hij ging werken in series van het Chinese vasteland. In 2006 keerde hij weer terug naar TVB.

## Recente filmografie
- 2010 
  - When Lanes Merge
  - Ip Man 2
- 2009 
  - A Watchdog's Tale
  - The Greatness of a Hero
- 2008 
  - A Journey Called Life
  - Run Papa Run

- Bibliothèque nationale de France: cb14164043c (data)
- International Standard Name Identifier: 0000 0001 1997 2262
- Library of Congress Control Number: no2011079761
- SNAC: w6f76kfd
- Système universitaire de documentation: 162073666
- Virtual International Authority File: 171001189
- WorldCat: E39PBJdctQr7hBG6KpbpD3CPcP